# Районна державна адміністрація
Районна державна адміністрація (РДА) — місцевий орган державної виконавчої влади в Україні. У межах своїх повноважень здійснює виконавчу владу на території відповідної адміністративно-територіальної одиниці країни (район), а також реалізує повноваження, делеговані їй відповідною радою.
Місцеві державні адміністрації є юридичними особами, розташовані відповідно в обласних і районних центрах, містах Києві та Севастополі.
На будинках, де розміщуються місцеві державні адміністрації, піднімається Державний прапор України.